# 松村和哉
松村 和哉（まつむら ともや、2004年4月15日 - ）は、日本の俳優、アーティスト。スターダストプロモーション制作3部所属。EBiDANのメンバーであり、9人組ボーカルダンスユニットSUPER★DRAGONのメンバーである。
この項目では、ソロプロジェクトであるCuegee（きゅーじー）についても記述する。

## 略歴
小学2年生の終わり頃、親の買い物の付き添いの帰りに明治神宮駅の改札でスカウトされる。
母の勧めで事務所へ行くと芝居用の台本を渡され、スタッフに「やってみて」と言われるも、恥ずかしかった松村は「嫌です」と断ったが合格。2013年に小学3年生でEBiDANに所属。
同年7月の研究生発表会にて初舞台を踏んだ。
2015年9月にSUPER★DRAGONのメンバーとしてデビュー。
入所当時はダンス未経験だったが、グループのデビュー曲「HACK MY CHOICE」ではセンターに抜擢された。
2018年8月には映画「あの空の向こうに～夏雲～」への出演が発表された。
2019年5月にグループ内プロジェクトの一環として公式Twitterを開設、同年12月にTwitterの更新を停止するとともに、公式Instagramを開設した。
2024年4月14日、自身のソロプロジェクトとして『Cuegee（きゅーじー）』名義での活動を開始。同日、「Straight up」を配信リリース。同年8月14日には1st EP「九似」を配信リリースした。

## 人物
- 好きな食べ物は煮物、蕎麦。洋食より和食を好むよう。[5]
- 特技は計算、体を動かすこと、韻を踏むこと。
- 趣味は漫画を読むこと、筋トレ。
- 4歳上の姉がいる[5]。
- 動物アレルギー[6] 持ちである。
- 得意科目は英語、苦手科目は美術。
- グループ内ではラップを務めることが大半だが、曲によってはデスボイスやメロディのパートを披露することもある。
- 好きな色は緑。幼い頃は緑色の毛布をかじっていたらしく、「本能的に好き」と語っている[7]。
- 「和哉」と書いて「ともや」と読む。父親から一文字もらい、かつ読みにくい名前にしたい、という理由から命名された[7] 。
- 父方の祖母は長野県在住、母方の祖母はカナダ在住である[5]。
- 幼い頃は知らない人に話しかけられるとすぐ母親の後ろに隠れてしまうほど人見知りだったが、小学二年生ごろ性格が急変し、「悪ガキになった」という。上級生に、よく悪口を言っていた[5] 。
- 剣道を小学校に入った時から習っており、大会で優勝[8] するほどの実力を持つ。
- 剣道は人見知りで泣き虫だった松村を心配した親に勧められて始めた。「泣きながら教室に通っていた」と振り返っている。[5]
- 座右の銘は「克己心」。
- 漫画好きとしても知られ、中でも特に『NARUTO』を愛読。母親が漫画好き[5] で、親の本棚を読み漁って辿り着いたのが『NARUTO』だったという。同作品を「漫画人生が始まった」「原点にして頂点」と評しており、作者の岸本斉史に会うことを自分の夢の一つとして掲げている。また、作品内に登場するうちはサスケを「人生の理想像」として名前を挙げている。

## リリース
Cuegeeとしてのリリースは太字で記載。

### シングル
- Straight Up（2024年4月14日、ポニーキャニオン）

### アルバム・EP
- 九似（2024年8月14日）
- Role model（2025年4月30日）

## 出演・掲載
ユニット活動の詳細は「SUPER★DRAGON」を参照

### ライブ・イベント
Cuegeeとしての出演は太字で記載。
- ぼくのらいぶ（2024年5月18日、新大久保HOT SHOT）※シークレットゲストとして出演
- THE BAD BITCH VOL.7（2024年8月2日、渋谷eggman）
- 「NEXT2024」"WHO's THE NEXT？"（2024年8月25日、東京・お台場青海R地区内「GLAMSA PARK2024」イベントステージ）
- ENHANCE Vol.2（2024年8月26日、不眠遊戯ライオン）

### テレビドラマ
- THE LAST COP/ラストコップ 第8話（2016年11月26日、日本テレビ） - 松浦聡（少年期） 役[9]
- 6 from HiGH&LOW THE WORST（2020年11月19日 - 12月24日、日本テレビ）- 大洋 役

### 配信ドラマ
- SSS~Special Short Story~ 第一弾「フィフティー・フィフティー」（2020年6月27日）- 綾瀬レイジ 役 [10]
- SSS~Special Short Story~ 第三弾「駆ける帰宅部に明日はあるのか」（2020年7月16日）- 野田敬路 役 [10]

### 映画
- 「あの空の向こうに〜夏雲〜」（2019年） - 笹原大地 役

### 舞台
- FAKE MOTION 2022 SMR LIVE SHOW（2022年10月12日 - 13日、かつしかシンフォニーヒルズ） - 片山虎十郎 役

### CM
- バンダイナムコゲームス「マジンボーン 時間と空間の魔神」第1弾CM（2014年）[11]

### ミュージックビデオ
- シクラメン「SKYWALKER」(2015年)

### ランウェイ
- 神戸コレクション 2019 AUTUMN/WINTER -ガールズフェスティバル-（2019年9月8日、ワールド記念ホール）

### 写真展
- 「SSH The Exhibition vol.13」POP-UP（2020年11月29・30日、HOLIDAY DAIKANYAMA）

### 雑誌
- BOYS FILE Vol.07 JAPONISM（2021年10月1日、ROCKS ENTERTAINMENT）